# 客服人员
客户服务代表或客户服务人員，簡稱客服，是一家企業內接聽客户電話，处理投诉和订单，并提供有关公司产品和服务信息的一類職員。一名合格的客服人員需要有良好的沟通技巧、相應的计算机技能和解决问题的能力。